# Acidente aéreo da base de Fairchild
O acidente aéreo da Base Aérea de Fairchild foi um acidente ocorrido no dia 24 de Junho de 1994 no estado americano de Washington envolvendo um Boeing B-52 Stratofortress da Força Aérea dos Estados Unidos (USAF), depois que seu piloto, o tenente-coronel Arthur "Bud" Holland, manobrou o bombardeiro além de seus limites operacionais, o B-52 estolou, caiu no chão e explodiu, matando Holland e os outros três a bordo. Além disso, uma pessoa que estava perto da queda sofreu ferimentos mas sobreviveu. O acidente foi capturado em vídeo e foi mostrado repetidamente em transmissões de notícias em todo o mundo. 
A investigação subsequente concluiu que o acidente foi atribuído principalmente a três fatores: a personalidade e o comportamento de Holland, as reações tardias ou inadequadas dos líderes da USAF a incidentes anteriores envolvendo Holland e a sequência de eventos durante o voo final da aeronave. O acidente é agora usado em ambientes de aviação militar e civil como um estudo de caso no ensino de gerenciamento de recursos de tripulação . Também é frequentemente usado pelas Forças Armadas dos EUA durante o treinamento de segurança da aviação como um exemplo da importância do cumprimento das normas de segurança e da correção do comportamento de qualquer pessoa que viole os procedimentos de segurança.